# Aulacorthum majanthemi
Aulacorthum majanthemi är en insektsart. Aulacorthum majanthemi ingår i släktet Aulacorthum och familjen långrörsbladlöss. Inga underarter finns listade i Catalogue of Life.